# NGC 4129
NGC 4129 (również NGC 4130 lub PGC 38580) – galaktyka spiralna z poprzeczką (SBab), znajdująca się w gwiazdozbiorze Panny.
Odkrył ją William Herschel 3 marca 1786 roku. 15 marca 1866 roku obserwował ją też Heinrich Louis d’Arrest, podał jednak pozycję obiektu z błędem deklinacji wielkości aż 5 stopni, i w wyniku tego uznał, że odkrył nowy obiekt. John Dreyer skatalogował obserwację Herschela jako NGC 4129, a obserwację d’Arresta z błędną pozycją jako NGC 4130.
W galaktyce tej zaobserwowano supernowe SN 1954aa i SN 2002E.